# Камое
Камое (фр. Camoël) насеље је и општина у северозападној Француској у региону Бретања, у департману Морбијан која припада префектури Ван.
По подацима из 2011. године у општини је живело 955 становника, а густина насељености је износила 66,64 становника/km². Општина се простире на површини од 14,33 km². Налази се на средњој надморској висини од 20 метара (максималној 44 m, а минималној 0 m).

## Демографија
| 1962. | 1968. | 1975. | 1982. | 1990. | 1999. | 2011. |
| ----- | ----- | ----- | ----- | ----- | ----- | ----- |
| 508   | 541   | 479   | 559   | 598   | 655   | 955   |

График промене броја становника у току последњих година